# ثقف بن عمرو
ثقف بن عمرو بن سميط السُلمي صحابي بدري، من بني سُليم، كان حليفًا لبني عبد شمس بن عبد مناف في الجاهلية. أسلم وهاجر إلى يثرب، وشارك مع النبي محمد في غزوات بدر وأحد والخندق، وشهد صلح الحديبية. قُتل ثقف بن عمرو وهو يقاتل مع المسلمين يوم خيبر سنة 7 هـ.